# 埃森火车总站
埃森火车总站（德語：Essen Hauptbahnhof）是德国北莱茵-威斯特法伦州城市埃森规模最大的铁路车站，也是德国铁路所划分的21座最高等级的一等车站之一。它对区域内的长途运输、区域运输及快铁运输发挥了重要最用，同时也是埃森市内公共交通的中心枢纽。伴随着日均约17万人次的旅客发送量，它在德国最繁忙的铁路车站中排名第9。